# Кучек
Кучек (на полски: Kuczek) е село в Александровски окръг на Куявско-Поморско войводство, централна Полша.
Разположено е на 57 m надморска височина в Средноевропейската равнина, на 4 km югозападно от левия бряг на река Висла и на 20 km югоизточно от град Торун. Селото е с население от 104 души (по преброяване от 2011 г.).